# Buon Natale... buon anno
Buon Natale... buon anno è un film del 1989 diretto da Luigi Comencini.
È ispirato all'omonimo romanzo di Pasquale Festa Campanile.
Si tratta dell'ultima produzione realizzata dalla Titanus per il grande schermo negli anni ottanta e in tutto il suo primo secolo di attività; tale casa di produzione per più di vent'anni da allora si è confinata alla fiction televisiva.

## Trama
Due anziani coniugi di Roma, Gino ed Elvira, non riescono a pagare l'affitto della loro casa, e sono costretti a trasferirsi presso le famiglie delle loro due figlie, le quali non possono permettersi di accoglierli insieme e decidono di dividerseli, uno per ciascuna. Le due famiglie peraltro abitano in zone lontane tra loro e non sono spesso in buoni rapporti. Così separati, a Gino ed Elvira per sdebitarsi non resta che occuparsi delle faccende di casa, oppure badare ai nipoti.
A ciò si aggiunge un improvviso ingelosimento di Gino, che scopre una storia d'amore che la moglie aveva avuto in gioventù prima di sposarsi. I due coniugi tuttavia si riconciliano in occasione di un cenone di Natale a casa di una delle due figlie, durante il quale però le due famiglie hanno un litigio.
Non riuscendo più a sopportare la reciproca lontananza, Gino ed Elvira si lasciano travolgere da un'insolita passione d'amore e decidono di vedersi di nascosto all'insaputa delle famiglie che li ospitano, per timore di essere derisi.
Giunta l'estate, però, Elvira deve accompagnare la figlia in Sicilia e i due non possono più incontrarsi. Gino allora, facendosi aiutare da Abraham, assieme a cui simula il furto di alcuni oggetti racimolando così i soldi necessari, fugge da Roma per raggiungere la moglie a Cefalù. I due coniugi decidono alla fine di rimanere in Sicilia, anche se soli e in ristrettezze economiche, guadagnandosi da vivere come guardiani di un faro.

## Riconoscimenti
- 1990 - David di Donatello
  - Nomination Migliore attrice protagonista a Virna Lisi
- 1990 - Nastro d'argento
  - Migliore attrice protagonista a Virna Lisi